# Benjamin List
Benjamin List (n. 11 ianuarie 1968, Frankfurt am Main, RFG) este un  mare chimist german, profesor de chimie organică la Universitatea din Köln și director al institutului Max-Planck-Institut für Kohlenforschung din Mülheim an der Ruhr. În 2021, a fost distins cu Premiul Nobel pentru Chimie împreună cu David MacMillan, „pentru dezvoltarea organo-catalizei asimetrice”.

## Lucrări selective
- List, Benjamin; Lerner, Richard A.; Barbas, Carlos F. (26 februarie 2000). „Proline-Catalyzed Direct Asymmetric Aldol Reactions”. Journal of the American Chemical Society. American Chemical Society (ACS). 122 (10): 2395–2396. doi:10.1021/ja994280y. ISSN 0002-7863.
- Mayer, Sonja; List, Benjamin (19 iunie 2006). „Asymmetric Counteranion-Directed Catalysis”. Angewandte Chemie International Edition. Wiley. 45 (25): 4193–4195. doi:10.1002/anie.200600512. ISSN 1433-7851. PMID 16721891.
- Čorić, Ilija; List, Benjamin (2012). „Asymmetric spiroacetalization catalysed by confined Brønsted acids”. Nature. Springer Science and Business Media LLC. 483 (7389): 315–319. Bibcode:2012Natur.483..315C. doi:10.1038/nature10932. ISSN 0028-0836. PMID 22422266.
- Kaib, Philip S. J.; Schreyer, Lucas; Lee, Sunggi; Properzi, Roberta; List, Benjamin (6 octombrie 2016). „Extremely Active Organocatalysts Enable a Highly Enantioselective Addition of Allyltrimethylsilane to Aldehydes”. Angewandte Chemie International Edition. Wiley. 55 (42): 13200–13203. doi:10.1002/anie.201607828. ISSN 1433-7851. PMID 27653018.
- Tsuji, Nobuya; Kennemur, Jennifer L.; Buyck, Thomas; Lee, Sunggi; Prévost, Sébastien; Kaib, Philip S. J.; Bykov, Dmytro; Farès, Christophe; List, Benjamin (29 martie 2018). „Activation of olefins via asymmetric Brønsted acid catalysis”. Science. American Association for the Advancement of Science (AAAS). 359 (6383): 1501–1505. Bibcode:2018Sci...359.1501T. doi:10.1126/science.aaq0445. ISSN 0036-8075. PMID 29599238.